# Сомалија на Летњим олимпијским играма 2024.
Сомалија је учествовала на Летњим олимпијским играма 2024. у Паризу од 26. јула до 11. августа 2024. Од дебија нације 1972. године, осим у три наврата, 1976. због бојкота предвођеног Конгом, 1980. због бојкота предвођених САД, и 1992. због политичких разлога. Ово је једанаести наступ нације на Летњим олимпијским играма.

## Учесници по спортовима
| Спорт    | Мушкарци | Жене | Укупно |
| -------- | -------- | ---- | ------ |
| Атлетика | 1        | 0    | 1      |
| 1 спорт  | 1        | 0    | 1      |

## Атлетика
| Атлетичарка    | Дисциплина     | Квалификације | Квалификације | Финале   | Финале  |
| Атлетичарка    | Дисциплина     | Резултат      | Пласман       | Резултат | Пласман |
| -------------- | -------------- | ------------- | ------------- | -------- | ------- |
| Али Идов Хасан | Мушкарци 800 м |               |               |          |         |